# Liste der Kulturdenkmale in Saultitz
In der Liste der Kulturdenkmale in Saultitz sind die Kulturdenkmale des Nossener Ortsteils Saultitz verzeichnet, die bis Juni 2021 vom Landesamt für Denkmalpflege Sachsen erfasst wurden (ohne archäologische Kulturdenkmale). Die Anmerkungen sind zu beachten.
Diese Aufzählung ist eine Teilmenge der Liste der Kulturdenkmale in Nossen.

## Saultitz
| Bild                                    | Bezeichnung                                                                       | Lage                        | Datierung                                                       | Beschreibung | ID       |
| --------------------------------------- | --------------------------------------------------------------------------------- | --------------------------- | --------------------------------------------------------------- | --- | -------- |
| Direkt Bild zu diesem Denkmal hochladen | Wohnstallhaus, Seitengebäude (ruinös) und Torbogen eines ehemaligen Vierseithofes | Fuchsberg 1 (Karte)         | Bezeichnet mit 1802                                             | Alle Gebäude mit Fachwerk, Wohnstallhaus mit schönem Korbbogenportal, Zeugnis ländlicher Architektur und Volksbauweise um 1800, baugeschichtlich bedeutend. - Wohnstallhaus und Wirtschaftsgebäude: Fachwerk massiv untersetzt - Scheune mit Fachwerk. Die Scheune wurde abgebrochen.                     | 09268501 |
| Direkt Bild zu diesem Denkmal hochladen | Wohnstallhaus eines ehemaligen Vierseithofes                                      | Mittelweg 1 (Karte)         | Um 1800                                                         | Stattliches Bauernhaus, strebenreiches Fachwerk-Obergeschoss, Segmentbogenportal, baugeschichtlich von Bedeutung. - Wohnstallhaus: Fachwerk massiv untersetzt - Seitengebäude: Fachwerk massiv untersetzt, alte Fenster - Scheune: massiv, Fledermausgaupen Seitengebäude und Scheune wurden abgebrochen. | 09268502 |
| Direkt Bild zu diesem Denkmal hochladen | Wohnstallhaus und Seitengebäude eines Dreiseithofes                               | Mittelweg 2 (Karte)         | 1. Hälfte 19. Jahrhundert                                       | Beide Gebäude mit Fachwerk, baugeschichtlich von Bedeutung | 09268503 |
|                                         | Seitengebäude eines Vierseithofes                                                 | Radewitzer Straße 7 (Karte) | Bezeichnet mit 1919                                             | Markantes Seitengebäude mit Fachwerk-Obergeschoss, vorgezogenem massivem Mittelteil und Türmchen im Dach, baugeschichtlich und wirtschaftsgeschichtlich von Bedeutung. Vorgezogener Mittelteil, Türmchen, wurde als Pferdestall gebaut und genutzt.                                                       | 09268500 |
| Direkt Bild zu diesem Denkmal hochladen | Denkmal für die Gefallenen des Ersten Weltkrieges                                 | Zum Radzberg (Karte)        | Nach 1918                                                       | Ortsgeschichtlich von Bedeutung | 09268499 |
| Direkt Bild zu diesem Denkmal hochladen | Wegestein                                                                         | Zum Radzberg (Karte)        | 19. Jahrhundert                                                 | Verkehrsgeschichtlich von Bedeutung | 09268504 |
| Direkt Bild zu diesem Denkmal hochladen | Wohnstallhaus, Seitengebäude und Scheune eines Dreiseithofes                      | Zum Radzberg 2 (Karte)      | 1. Hälfte 19. Jahrhundert (Wohnstallhaus); 1913 (Seitengebäude) | Markanter Hof, bemerkenswert geschlossene Anlage, das ältere Wohnstallhaus und die Scheune mit Fachwerkkonstruktion, baugeschichtlich und wirtschaftsgeschichtlich bedeutend. - Wohnstallhaus: Fachwerk massiv untersetzt, Türstock und Gewände aus Sandstein - Scheune: Fachwerk, zum Teil verbrettert   | 09268498 |

## Tabellenlegende
- Bild: Bild des Kulturdenkmals, ggf. zusätzlich mit einem Link zu weiteren Fotos des Kulturdenkmals im Medienarchiv Wikimedia Commons. Wenn man auf das Kamerasymbol klickt, können Fotos zu Kulturdenkmalen aus dieser Liste hochgeladen werden:
- Bezeichnung: Denkmalgeschützte Objekte und ggf. Bauwerksname des Kulturdenkmals
- Lage: Straßenname und Hausnummer oder Flurstücknummer des Kulturdenkmals. Die Grundsortierung der Liste erfolgt nach dieser Adresse. Der Link (Karte) führt zu verschiedenen Kartendiensten mit der Position des Kulturdenkmals. Fehlt dieser Link, wurden die Koordinaten noch nicht eingetragen. Sind diese bekannt, können sie über ein Tool mit einer Kartenansicht einfach nachgetragen werden. In dieser Kartenansicht sind Kulturdenkmale ohne Koordinaten mit einem roten bzw. orangen Marker dargestellt und können durch Verschieben auf die richtige Position in der Karte mit Koordinaten versehen werden. Kulturdenkmale ohne Bild sind an einem blauen bzw. roten Marker erkennbar.
- Datierung: Baubeginn, Fertigstellung, Datum der Erstnennung oder grobe zeitliche Einordnung entsprechend des Eintrags in der sächsischen Denkmaldatenbank
- Beschreibung: Kurzcharakteristik des Kulturdenkmals entsprechend des Eintrags in der sächsischen Denkmaldatenbank, ggf. ergänzt durch die dort nur selten veröffentlichten Erfassungstexte oder zusätzliche Informationen
- ID: Vom Landesamt für Denkmalpflege Sachsen vergebene, das Kulturdenkmal eindeutig identifizierende Objekt-Nummer. Der Link führt zum PDF-Denkmaldokument des Landesamtes für Denkmalpflege Sachsen. Bei ehemaligen Kulturdenkmalen können die Objektnummern unbekannt sein und deshalb fehlen bzw. die Links von aus der Datenbank entfernten Objektnummern ins Leere führen. Ein ggf. vorhandenes Icon  führt zu den Angaben des Kulturdenkmals bei Wikidata.